# فريدي باديلا دي ليون
فريدي باديلا دي ليون (بالإسبانية: Freddy Padilla De León)‏ هو مهندس ودبلوماسي كولومبي، ولد في 10 أكتوبر 1948 في مونتيريا في كولومبيا.